# Manufahi
Manufahi is een van de gemeenten van Oost-Timor. In het gemeente leven 44.235 mensen (telling 2004). De hoofdstad van het gemeente is Same. Ten tijde van het Portugees kolonialisme heette het gemeente naar zijn hoofdstad Same. Tijdens de Indonesische bezetting werd het posto administrativo Hatu Udo afgescheiden en bij het gemeente Ainaro gevoegd. In plaats daarvan kreeg Manufahi het posto administrativo Turiscai van Ainaro.
Manufahi ligt in het zuiden van Oost-Timor aan de Timorzee en grenst aan de gemeenten Manatuto, Ainaro en Aileu.
Er worden verschillende officiële talen gesproken, waaronder het Tetun, Portugees en Mambai.
In het gemeente woedde van 1895 tot en met 1912 de Opstand van Manufahi. Tijdens de opstand, die met hulp van koloniale troepen uit Mozambique en Angola werd neergeslagen.